# Funo Centergross
Funo Centergross (wł. Stazione di Funo Centergross) – stacja kolejowa w Funo (część gminy Argelato), w prowincji Bolonia, w regionie Emilia-Romania, we Włoszech. Znajduje się na linii Bolonia – Ankona. 
Według klasyfikacji Rete Ferroviaria Italiana ma kategorią brązową.

## Historia
Stacja została otwarta 23 września 2003.

## Linie kolejowe
- Linia Bolonia – Ankona